# Domenico Rao
Domenico Rao (ur. 11 czerwca 1977) – włoski sprinter, złoty medalista Halowych Mistrzostw Europy w Lekkoatletyce w Turynie w 2009 w sztafecie 4x 400 metrów.
Drugi zawodnik I Wojskowego Halowego Pucharu Świata (Bieg na 400 m Ateny 2009).

## Rekordy życiowe
- Bieg na 300 m - 34.17 (2005)
- Bieg na 400 m - 47.05 (2007)
- Bieg na 400 m (hala) - 47.20 (2003)